# Stroma (botanica)
Lo stroma è il fluido che si trova nella parte interna di un cloroplasto.
Il cloroplasto è la sede della fotosintesi clorofilliana di un vegetale e si trova nelle cellule fogliari; lo stroma, essendo un fluido, è racchiuso all'interno della doppia membrana del cloroplasto.
Immersi nello stroma si trovano inoltre i ribosomi del cloroplasto (ricordiamo che la sua sintesi proteica è indipendente dalla cellula) e il DNA, che a causa dell'origine batterica del cloroplasto, è circolare. Immerse nello stroma si trovano inoltre le membrane tilacoidali, cioè i tilacoidi contenenti clorofilla, e le vescicole d'amido.

## Funzione dello stroma
Successivamente alla fase luminosa della fotosintesi, che avviene nei tilacoidi, entro lo stroma avvengono le reazioni della fase oscura (Ciclo di Calvin e fissazione del carbonio). Contiene diversi enzimi idrosolubili, il più abbondante dei quali è la ribulosio difosfato carbossilasi (RuBisCO), che serve a fissare l'anidride carbonica. Il pH all'interno dello stroma è leggermente basico.